# 布基 (白采爾克瓦區)
49°50′16″N 29°38′59″E / 49.83778°N 29.64972°E

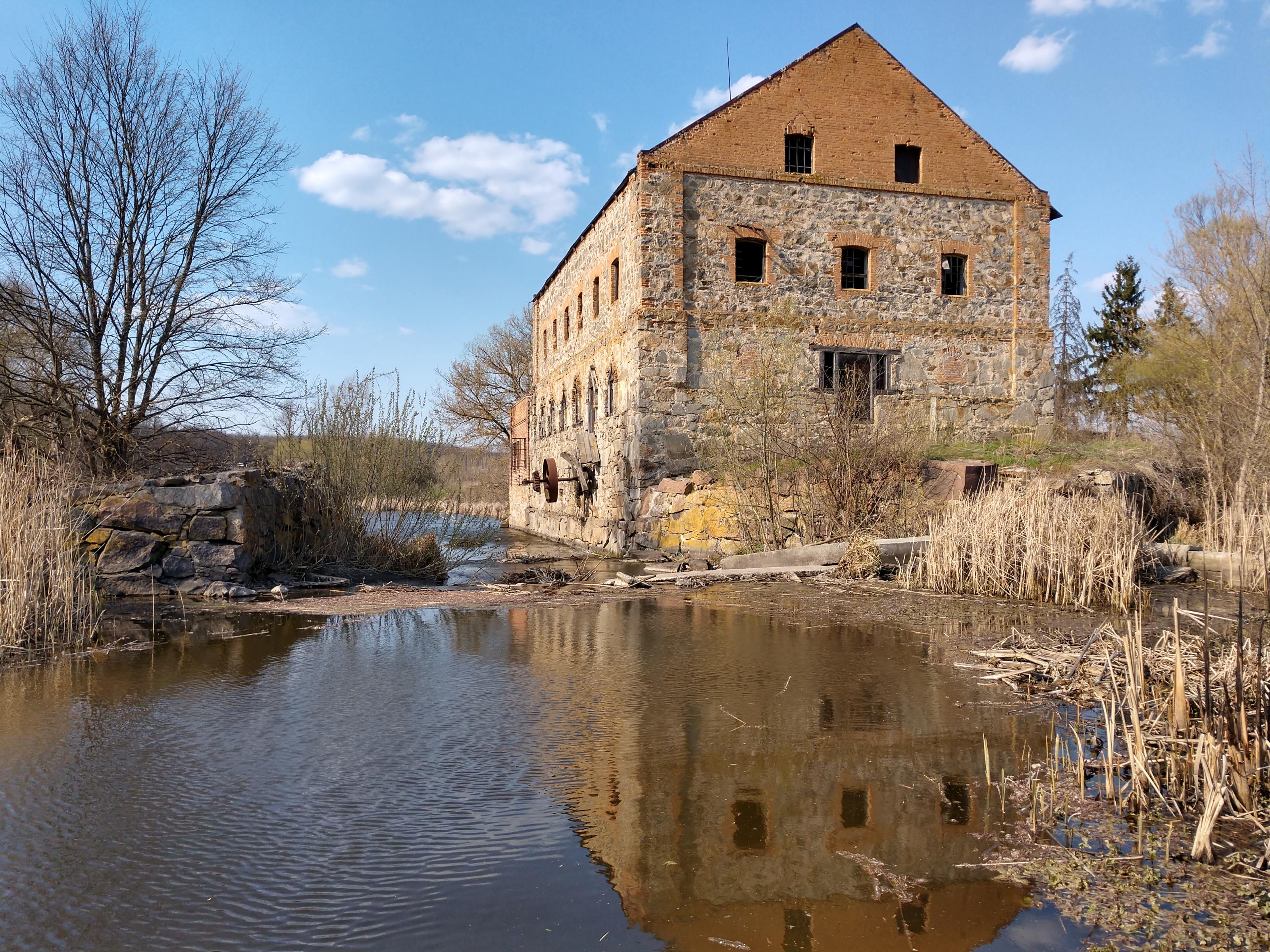
水磨坊

布基（烏克蘭語：Буки）是位於烏克蘭北部的村莊，由基辅州白采爾克瓦區的斯克維拉市鎮負責管轄。該村始建於1622年，面積3.8平方公里，海拔高度182米，2001年人口622，人口密度每平方公里163.7人。